# Wang Fei (Eisschnellläuferin)
Wang Fei (chinesisch 王 霏, Pinyin Wáng Fēi; * 20. Februar 1982 in Harbin, Heilongjiang) ist eine chinesische Eisschnellläuferin.
Wang debütierte im März 2003 beim Weltcup in Heerenveen. Die Mittel- und Langstreckenspezialistin hatte ihre besten Platzierungen auf Einzelstrecken als Siebte bei den 1500-Meter-Rennen in Heerenveen 2006 und Berlin 2006. Im Teamrennen konnte sie sogar zweimal auf dem zweiten Platz einlaufen. Bei den Asienmeisterschaften 2004 (300 und 5000 Meter) und 2005 (3000 Meter) wurde sie Vierte. In vier Rennen, 1500 Meter (12.), 3000 Meter (12.), 5000 Meter (15.) und im Team (8.), lief sie bei den Olympischen Winterspielen 2006 in Turin.

## Eisschnelllauf-Weltcup-Platzierungen
| Platzierung | 100 m | 500 m | 1000 m | 1500 m | 3000 m | 5000 m | Team |
| ----------- | ----- | ----- | ------ | ------ | ------ | ------ | ---- |
| 1. Platz    |       |       |        |        |        |        |      |
| 2. Platz    |       |       |        |        |        |        | 2    |
| 3. Platz    |       |       |        |        |        |        | 1    |
| Top 10      |       |       |        |        |        |        | 8    |

(Stand: 3. Dezember 2006)